# Walter Ballof
Walter Ballof (* 10. September 1893 in Tondern; † 7. Oktober 1957 in Bremerhaven) war ein deutscher Politiker (SPD) und ab 1947 Mitglied der Bremischen Bürgerschaft.

## Leben
Ballof war seit den 1920er Jahren Handelsschullehrer in Bremerhaven. Er war seit 1926 Mitglied der Sozialdemokratischen Partei Deutschlands (SPD). In der Zeit des Nationalsozialismus wurde er als Lehrer entlassen und war als Inhaber einer Sauerkrautschneiderei tätig. Nach dem Zweiten Weltkrieg war er zunächst 1946 Bürgermeister in Wesermünde. Er saß von 1947 bis zum 3. Juni 1948 in der Bremischen Bürgerschaft, als er für Gerhard van Heukelum in den Wirtschaftsrat des Vereinigten Wirtschaftsgebietes gewählt wurde, an. Von 1948 bis 1949 war er zudem ehrenamtlicher Stadtrat und Dezernent für Schulen und Jugendpflege in Bremerhaven. Konflikte zwischen ihm und dem konservativen Stadtschulrat Walter Zimmermann sollen im Mai 1949 dazu geführt haben, dass Ballof von der amerikanischen Militärregierung als Stadtrat abgesetzt wurde.